# Imperio Habsburgo
El Imperio Habsburgo, conocido en la mayoría de idiomas, incluido el alemán, como la Monarquía de los Habsburgo (en alemán: Habsburgermonarchie) y a veces citado como la Monarquía del Danubio (en alemán: Donaumonarchie), es una denominación no oficial entre los historiadores de los países y provincias que fueron gobernados por la rama austriaca menor de la casa de Habsburgo (primogénita desde 1700) hasta 1780 y después por la rama sucesora de los Habsburgo-Lorena hasta el 1918. La monarquía era un Estado compuesto formado por los territorios dentro y fuera del Sacro Imperio Romano Germánico, unidos únicamente en la persona del monarca. La capital de la dinastía fue Viena, excepto entre 1583-1611, cuando se trasladó a Praga. De 1806 a 1867 la monarquía de los Habsburgo se unificó formalmente como el Imperio austriaco, y desde 1867 a 1918 como el Imperio austrohúngaro.
El líder de la rama austriaca de los Habsburgo menudo fue elegido emperador del Sacro Imperio hasta la disolución del imperio en 1806; desde el 1415 hasta esta disolución del imperio 1806 únicamente Carlos VII de Baviera no fue un gobernante Habsburgo de Austria. Las dos entidades se encontraban no colindantes, la monarquía de los Habsburgo cubría muchas tierras más allá del Sacro Imperio Romano, y la mayor parte del Imperio fue gobernado por otras dinastías. La monarquía de los Habsburgo no solía incluir todos los territorios gobernados por los Habsburgo. La rama mayor gobernó España hasta 1700, pero no se suele mezclar con la definición de «Habsburgo» tras el reinado de Carlos I de España, que dividió la dinastía entre sus ramas de Austria y de España a raíz de su abdicación en 1555-1556.

## Orígenes y expansión

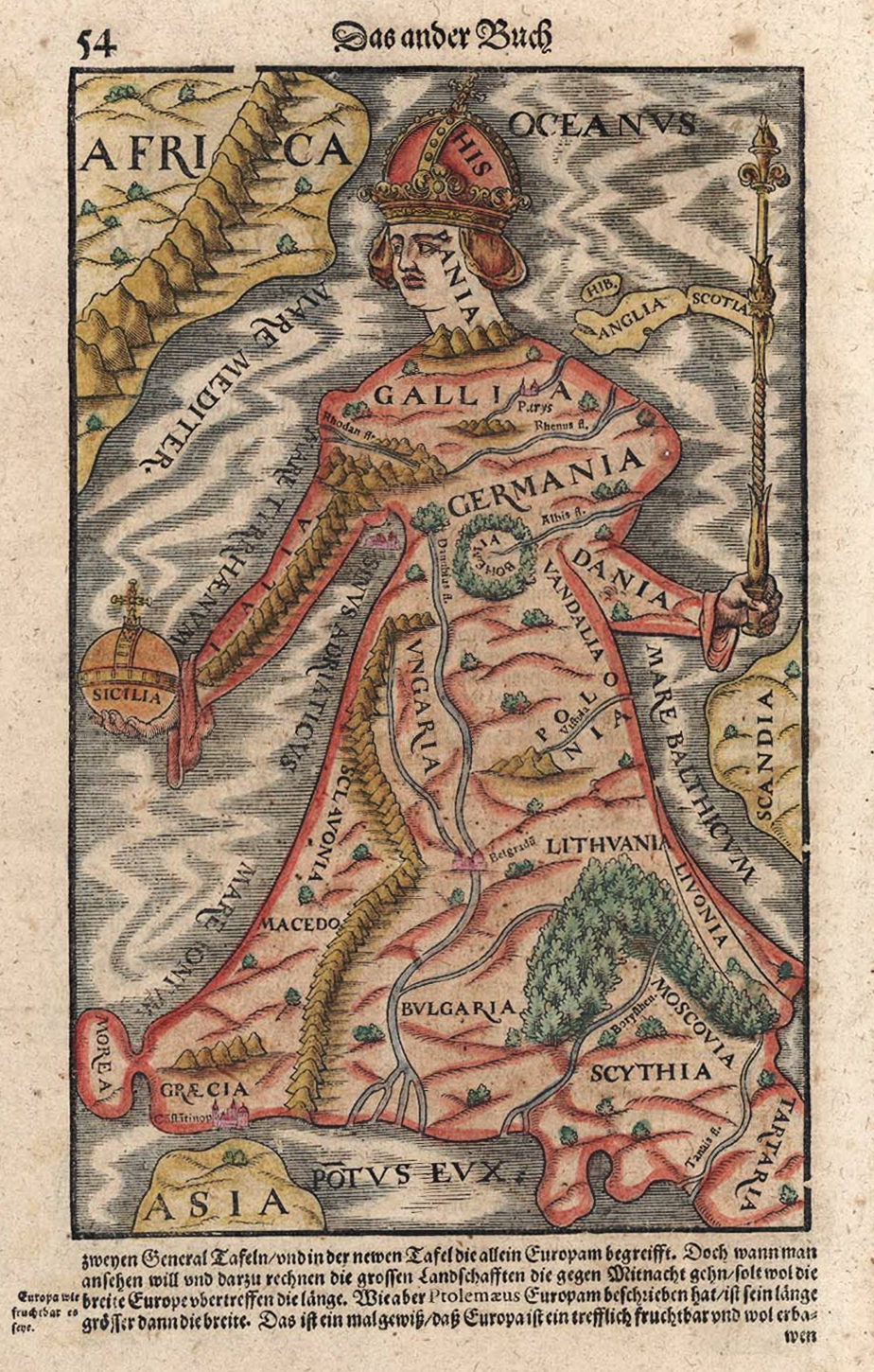
Europa regina, simbolizando una Europa dominada por los Habsburgo.

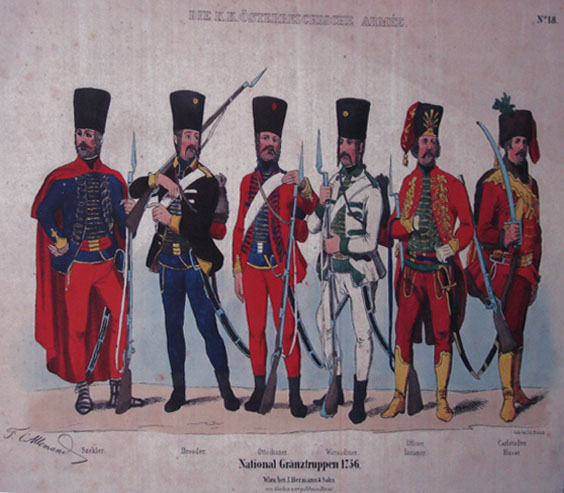
Soldados uniformados de la Frontera Militar establecidos para combatir las incursiones de los turcos otomanos, 1756.

La familia de los Habsburgo se originó en el castillo de Habsburgo en la Suiza moderna, y después de 1279 llegó a gobernar en Austria «los territorios hereditarios de los Habsburgo». La familia de los Habsburgo ganaron preeminencia en Europa con el matrimonio y la adopción del tratado por el emperador Maximiliano I de Habsburgo en el Primer Congreso de Viena en 1515, y la posterior muerte de Luis II de Hungría y Bohemia en 1526.
El hermano pequeño del emperador Carlos I, el archiduque Fernando de Austria, fue elegido como próximo rey de Bohemia y Hungría, después de la muerte de Luis II de Hungría y Bohemia en la batalla de Mohács (1526) contra los turcos.
Nombres del territorio que, con algunas excepciones, finalmente se convirtieron en el Imperio austrohúngaro:
- Monarquía de los Habsburgo o Monarquía austriaca (1526-1867): este fue un nombre no oficial, pero muy frecuente incluso en ese momento. La entidad no tiene un nombre oficial.
- Imperio de Austria (1804-1867): Este fue el nombre oficial. La versión alemana es Kaisertum Österreich, entendiendo que en alemán el término imperio se refiere a un amplio dominio territorial no necesariamente gobernado por un emperador.
- Austria-Hungría (1867-1918): este fue el nombre oficial.[7][8][9] Un nombre popular no oficial fue el de Monarquía del Danubio (Donaumonarchie en alemán) también se usó a menudo el término Doppel-monarquía (doble monarquía), que significa dos estados bajo un gobernante coronado.
- Tierras de la Corona (Kronländer) (1849-1918): Este es el nombre de todas las partes individuales del Imperio de Austria (1849-1867), y después de Austria-Hungría a partir de 1867. El Reino de Hungría (más exactamente las Tierras de la corona de Hungría) no era considerado una «tierra de la corona» tras el establecimiento de Austria-Hungría de 1867, por lo que los «monárquicos» se convirtieron idénticos al nombre que se llamó a los reinos y las Tierras representadas en el Consejo Imperial (Die im Reichsrate vertretenen Königreiche und Länder).

Las partes húngaras del Imperio fueron llamadas «Tierras de la Sagrada Corona de Hungría de San Esteban» o «Tierras de Santa Corona de San Esteban» (Länder der Heiligen Stephans Krone). Las tierras de Bohemia (Chequia) fueron llamadas «Tierras de la Corona de San Wenceslao» (Länder der Wenzel-Krone).
Los nombres de algunos territorios más pequeños:
- Tierras austriacas (Österreichische Länder) o «Archduchies of Austria» (Erzherzogtümer von Österreich) - Tierras arriba y abajo de Enns (ober und unter der Enns) (996-1918): este es el nombre histórico de las partes del Archiduque de Austria que se convirtió en la actual República de Austria (Republik Österreich) el 12 de noviembre de 1918 (después de la abdicación al trono del emperador Carlos I). La Austria moderna es una república semi-federal de nueve estados (Bundesländer) que son: Baja Austria, Alta Austria, Tirol, Estiria, Salzburgo, Carintia, Vorarlberg y Burgenland y la capital de Viena, que es un estado en sí mismo. Burgenland se unió a Austria en 1921 desde Hungría. Salzburgo finalmente se convirtió en austriaco en 1816 después de las guerras napoleónicas, (antes de que fuera gobernado por príncipes-arzobispos de Salzburgo como territorio soberano).
- Viena, la capital de Austria se convirtió en estado el 1 de enero de 1922, después de ser residencia y capital del Imperio Austríaco (Reichshaupt und Residenzstadt Wien) para los monarcas de los Habsburgo durante siglos. La Alta y la Baja Austria, históricamente, se dividieron en «Austria sobre Enns» y «Austria debajo de Enns» (el río Enns es el límite estatal entre la Alta y la Baja Austria). La Alta Austria se amplió después del Tratado de Teschen (1779) después de la Guerra de Sucesión Bávara por el llamado Innviertel, anteriormente parte de Baviera.
- Tierras hereditarias (Erblande o Erbländer, en su mayoría llamadas Österreichische Erblande) o Tierras hereditarias alemanas (en la monarquía austriaca) o Tierras hereditarias austriacas (Edad Media - 1849/1918): en un sentido más estricto, estos eran los territorios Austríacos «originales» de los Habsburgo, es decir básicamente las tierras austríacas y Carniola. En un sentido más amplio, las Tierras de la Corona de Bohemia también fueron incluidas en (desde 1526 y definitivamente desde 1620/27) las tierras hereditarias. El término fue reemplazado por el término Crownlands en la Constitución de marzo de 1849, pero también fue utilizado después.

El Erblande también incluía muchos territorios pequeños y más pequeños que eran principados, ducados, condados, etc. Algunos de ellos se pueden encontrar en los títulos reinantes de los monarcas Habsburgo como Graf (conde / conde de) von Tyrol, etc.

## Territorios

Escudo Imperial del Imperio de Austria (1866-1915)

Los territorios gobernados por la rama austriaca de los Habsburgo cambiaron a lo largo de los siglos, pero el núcleo siempre consistió en cuatro bloques:

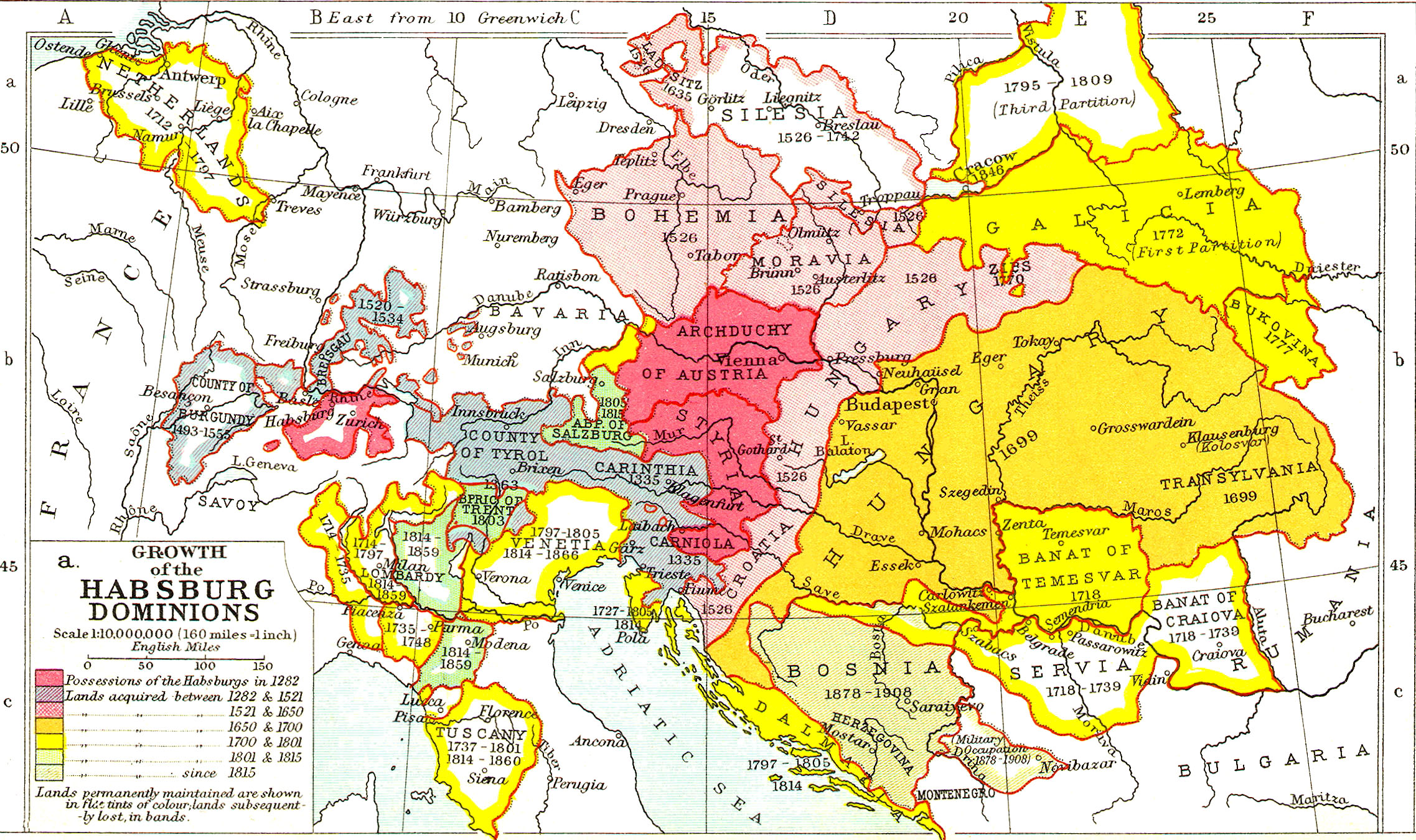
Extensión y engrandecimiento a lo largo de los siglos del Imperio Habsburgo.
1282
1282 y 1521
1521 y 1650
1650 y 1700
1700 y 1801
1801 y 1815
1815

Las Tierras hereditarias que cubrían la mayor parte de los actuales estados de Austria y Eslovenia, así como los territorios en el noreste de Italia y, hasta 1797, en el suroeste de Alemania. A estos se añadieron en 1779 el Innviertel de Baviera; y en 1803 los obispados de Trento y Bresanona. Durante las guerras napoleónicas se perdieron pasajeramente muchas de las tierras hereditarias, que se recuperaron, junto con el antiguo Principado-arzobispado de Salzburgo —previamente había sido anexionado temporalmente entre 1805 y 1809— en la paz de 1815, con la excepción de la Austria Anterior y los Países Bajos Austríacos. Las provincias hereditarias incluían:
- Archiducado de Austria (Alta y Baja Austria);
- Ducado de Estiria;
- Ducado de Carintia;
- Ducado de Carniola;
- El puerto Adriático de Trieste;
- Istria (aunque gran parte de Istria era territorio veneciano hasta el Tratado de Campo Formio en 1797);
- Gorizia y Gradisca: estas tierras a menudo se agrupan como Austria Interior;
- El Condado del Tirol (aunque los Obispados de Trento y Brixen dominaron el que se convertiría en el Tirol del Sur antes del 1803); Pasó a Baviera en 1805 y al Reino de Italia en 1810 y recuperado a finales de 1813;
- El Vorarlberg (en realidad una conjunto de provincias, sólo se unió en el siglo XIX);
- La Austria Anterior, un grupo de territorios en Friburgo y en otros lugares en el suroeste de Alemania perdidos 1801, aunque los de Alsacia (Sundgau, Condado de Ferrette y Belfort) que habían formado parte de ella ya se habían perdido en 1648;
- Gran Ducado de Salzburgo (1805-1809 pasa a Baviera, recuperado en 1815);
- Principado de Leyen (1814 a 1819 pasa al Gran Ducado de Baden).

Las Tierras de la Corona de Bohemia: inicialmente consistentes en las cinco tierras: Reino de Bohemia, la Marca de Moravia, Silesia, la Alta y la Baja Lusacia, y la Dieta de Bohemia eligieron a Fernando, más tarde emperador Fernando I de Habsburgo, como rey en 1526.
- Lusacia fue cedida a Sajonia en 1635;
- La mayor parte de Silesia fue conquistada por Prusia entre 1740 y 1742 y los restos que se mantuvieron bajo la soberanía habsburgo se integraron en el Ducado de la Alta y Baja Silesia (Silesia Austriaca).

El Reino de Hungría: dos tercios del territorio que había pertenecido al reino medieval de Hungría fue conquistado por el Imperio otomano y el principado de Transilvania quedó en calidad de vasallo otomano. La administración de los Habsburgo estaba restringida a los territorios occidentales y septentrionales del antiguo reino, que tenían la denominación formal de Reino de Hungría. En 1699, al final de la Gran Guerra Turca, parte de los antiguos territorios del reino medieval pasaron a poder de los Habsburgo, que obtuvieron algunas otras zonas en 1718. Otros territorios que habían formado parte del reino en la Edad Media, especialmente las situadas al sur de los ríos Sava y Danubio, se mantuvieron bajo administración otomana.
A lo largo de su historia, otras tierras estuvieron, a veces, bajo el gobierno de Austria de los Habsburgo, algunos de estos territorios fueron gobernados por otras líneas derivadas de los Habsburgo:
- El Reino de Croacia (1527-1868);
- El Reino de Eslavonia (1699-1868);
- El Gran Principado de Transilvania, entre 1699 (Tratado de Karlowitz) y 1867 (Ausgleich);
- Los Países Bajos Austríacos, que consiste en la mayor parte de Bélgica y Luxemburgo moderna (1714-1792);
- El Ducado de Milán (1706-1797), Ducado de Mantua (1708-1797) y el Ducado de Guastalla (1746-1748);
- El Reino de Nápoles (1707-1734);
- El Reino de Cerdeña (1708-1717); Recuperado por España entre 1717-1720;
- El Reino de Serbia (1718-1739);
- El Banato de Temeswar (1718-1778);
- Oltenia (1718-1739, de facto, 1737), como Gran Voivodato (a veces designado como Valachia Cesarea);
- El Reino de Sicilia (1720-1735);
- El Ducado de Parma (1735-1748);
- El Reino de Galitzia y Lodomeria, a caballo de las Polonia y Ucrania modernas (1772-1918);
- Ducado de Bucovina (1774-1918);
- Nueva Galitzia, las tierras polacas, incluyendo Cracovia, tomadas en la tercera partición de Polonia (1795-1809);
- Venecia (1797-1805);
- Reino de Dalmacia (1797-1805, 1814-1918);
- Reino lombardo-véneto (1814-1859);
- Cracovia, que fue incorporada a Galitzia (1846-1918);
- La Voivodina serbia (1848-1849), entidad de facto, no reconocida oficialmente;
- El Voivodato de Serbia y Banato de Tamis (1849-1860);
- El Reino de Croacia-Eslavonia (1868-1918);
- Sanjacado de Novi Pazar (1878-1908).

Los límites de algunos de estos territorios variaron durante el período indicado, y otros fueron gobernados por una línea secundaria de los Habsburgo. También mantuvieron el título de emperador romano entre 1438 y 1740, y de nuevo entre 1745 hasta 1806.
Las diversas posesiones de los Habsburgo en realidad nunca formaron un país, cada provincia fue gobernada de acuerdo según sus propios costumbres particulares. Hasta mediados del siglo XVII, no todas las provincias fueron gobernadas siquiera necesariamente por los mismos miembros en el menor de la familia a menudo gobernadas partes de las tierras hereditarias como infantazgo privados. Intentos serios de centralización empezaron durante el reinado de María Teresa y especialmente a su hijo José II de Habsburgo a finales del siglo XVI, pero muchos de ellos fueron abandonados después de la resistencia a gran escala a los intentos de reforma más radicales de José, a pesar de una política más cautelosa de centralización continuó durante el periodo revolucionario y el largo período de Klemens von Metternich consiguiente.
Un nuevo intento potente de centralización se inició en 1849 a raíz de la supresión de las diversas revoluciones de 1848. Por primera vez, los ministros trataron de transformar la monarquía en un estado burocrático centralizado gobernado desde Viena. El Reino de Hungría, en particular, dejó de existir como una entidad separada, que se dividió en una serie de distritos. Tras la derrota de los Habsburgo en las guerras de 1859 y 1866, se abandonó esta política, y tras varios años de experimentación en la década de 1860, se llegó el famoso compromiso austrohúngaro de 1867, por lo que se creó la llamada monarquía dual de Austria-Hungría. En este sistema, el Reino de Hungría fue dotado de soberanía y un parlamento, con sólo una unión personal y una política exterior y militar conjunta que conecta con otros territorios de los Habsburgo. Aunque se hace referencia a las tierras de los Habsburgo no húngaras, a menudo, pero erróneamente, bajo el nombre de «Austria», tuvieron su propio parlamento central (Reichsrat o Consejo Imperial) y ministerios, como su nombre oficial - los «Reinos y Tierras representadas en el Consejo Imperial» - muestra que permanecieron a las puertas de ser un estado unitario genuino. Cuando se anexionó Bosnia-Herzegovina (después de un periodo de ocupación y administración), no se incorporó en cualquiera de las mitades de la monarquía, en su lugar, se rige por el Ministerio de Hacienda conjunta.
Austria-Hungría colapsó bajo el peso de los diversos problemas étnicos no resueltos que llegaron a su punto culminante con su derrota en la Primera Guerra Mundial en el acuerdo de paz subsiguiente, se cedieron porciones territoriales significativas en Rumania e Italia, las nuevas repúblicas de Austria y Hungría fueron creadas, y el resto del territorio de la monarquía se repartió entre los nuevos estados de Polonia, el Reino de los Serbios, Croatas y Eslovenos (posteriormente Yugoslavia), y Checoslovaquia.  Un libro de memorias sobre la decadencia del Imperio Habsburgo es El mundo de ayer de Stefan Zweig.

### Otros territorios

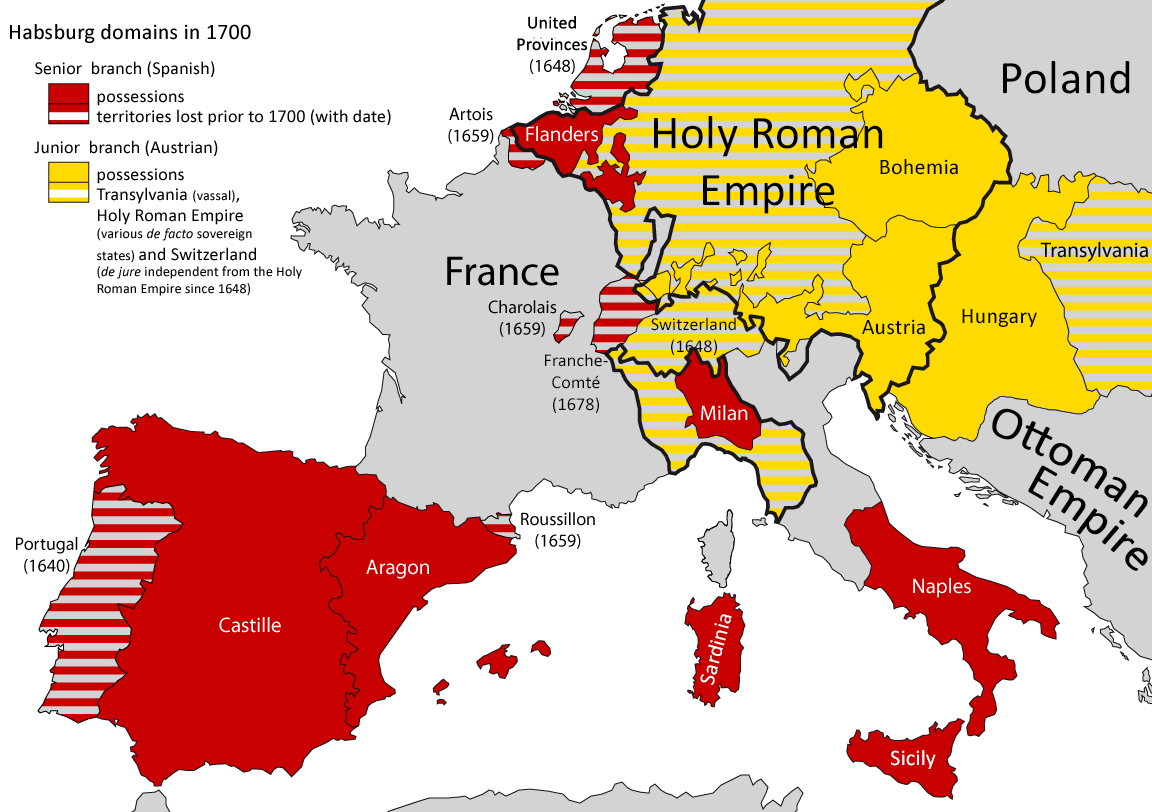
Territorios de los Habsburgo hacia el 1700. La monarquía Habsburgo se muestra en amarillo, mientras que los territorios de los Austrias españoles se representan de color rojo.

La monarquía de los Habsburgo no debe confundirse con varios otros territorios gobernados en diferentes momentos por los miembros de la dinastía de los Habsburgo. La rama de los Austrias que gobernaron España y varios otros territorios a partir de 1516 hasta que se extinguió en 1700. Una línea menor gobernó sobre la Toscana, entre 1765 y 1801, y nuevamente de 1814 a 1859. Si bien exiliada de la Toscana, la línea gobernó Salzburgo desde 1803 hasta 1805, y en Würzburg desde el 1805 hasta 1814. Otra línea gobernó el ducado de Módena (1814-1859), mientras que la emperatriz María Luisa de Austria, la segunda esposa de Napoleón e hija del emperador austriaco Francisco, gobernaba el ducado de Parma entre 1814 y 1847. Además, el Segundo Imperio Mexicano, 1863 a 1867, estuvo encabezado por Maximiliano I de México, hermano del emperador Francisco José de Austria.